# دولیپولیه
دولیپولیه (به لاتین: Dulipolje) یک منطقهٔ مسکونی در مونته‌نگرو است که در شهرداری آندریژویکا واقع شده‌است. دولیپولیه ۸۹ نفر جمعیت دارد.